# Jaipur
|  | Per a altres significats, vegeu «Jaipur (desambiguació)». |

Jaipur ( pronunciació (?·pàg.)) (en hindi जयपुर), també coneguda popularment com la "Ciutat Rosa", històricament de vegades anomenada Jeypore, és la capital de l'estat de Rajasthan, l'Índia. Jaipur és també la capital del districte de Jaipur. Fou l'antiga capital de l'estat principesc de Jaipur. Fundada el 18 de novembre de 1727 pel maharajà Sawai Jai Singh II, el governant d'Amber, fou la primera ciutat planejada de l'Índia.
Construïda d'estuc rosa imitant el gres, la ciutat és notable entre les ciutats índies pre-modernes per a l'amplada i la regularitat dels seus carrers. El barri del Palau allotja un complex palau (l'Hawa Mahal, o "Palau dels Vents"), jardins formals, i un llac petit. La fortalesa de Nahargarh corona el turó a la part nord-oest de la ciutat vella. Un altre edifici notable és l'observatori de Sawai Jai Singh, Jantar Mantar. Amb el seu passat ric i resplendent, amb contes de valor i bravesa, Jaipur és ara una de les ciutats turístiques més importants de l'Índia.
Des del 6 de juliol de 2019, la ciutat és Patrimoni Mundial de la UNESCO. La ciutat també alberga els llocs del Patrimoni Mundial de la UNESCO Fort Amer i Jantar Mantar.

## Història

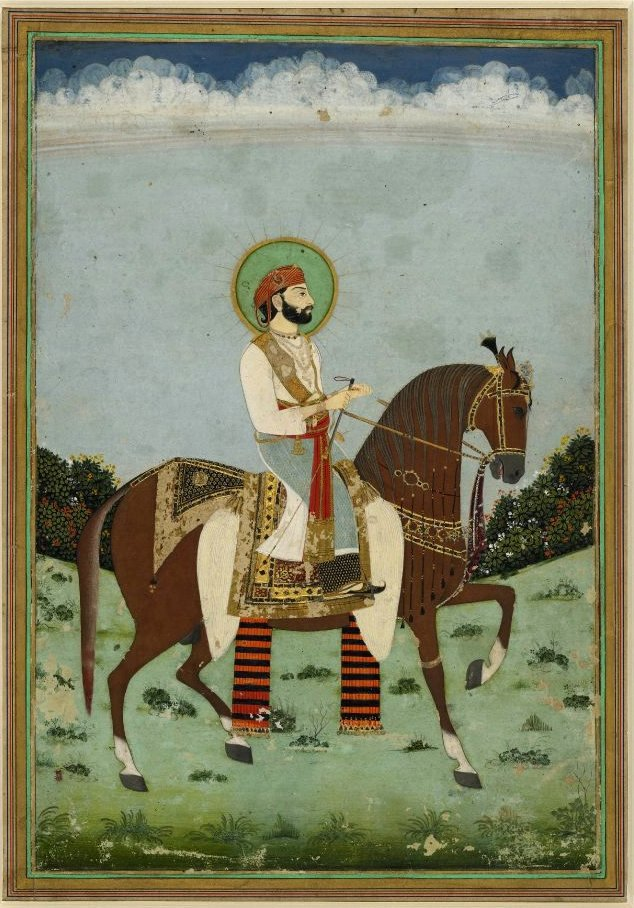
Jai Singh II, el fundador de Jaipur

La ciutat de Jaipur va ser fundada el 18 de novembre de 1727 pel rei d'Amber, el maharajà Jai Singh II, que va governar de 1699 a 1743. Va planejar canviar la seva capital des d'Amber a Jaipur, a 11 quilòmetres, per acollir la població creixent i per l'escassetat creixent d'aigua. Jai Singh va consultar diversos llibres sobre arquitectura i arquitectes mentre planificava el disseny de Jaipur. Sota la guia arquitectònica de Vidyadhar Bhattacharya, Jaipur es va planejar sobre la base dels principis del Vastu Shastra (mètode vèdic de planificació pel confort dels ciutadans) i Shilpa Shastra. La construcció de la ciutat va començar el 1726 i va trigar quatre anys a completar les principals carreteres, oficines i palaus. La ciutat estava dividida en nou blocs, dos dels quals contenien edificis i palaus estatals, amb els set restants destinats al públic. Es van construir enormes muralles, perforades per set portes fortificades.

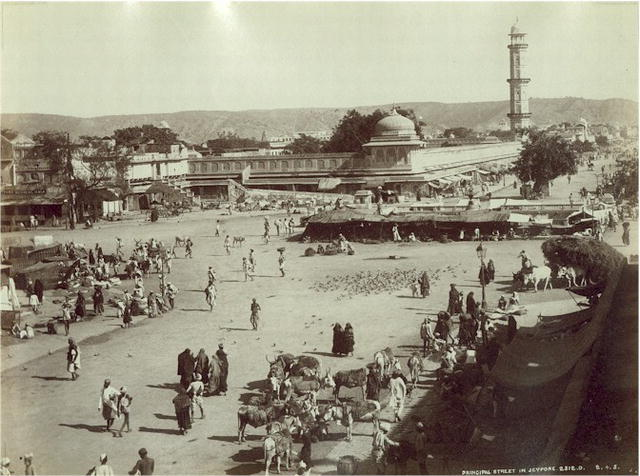
Jaipur, carrer principal vers 1875

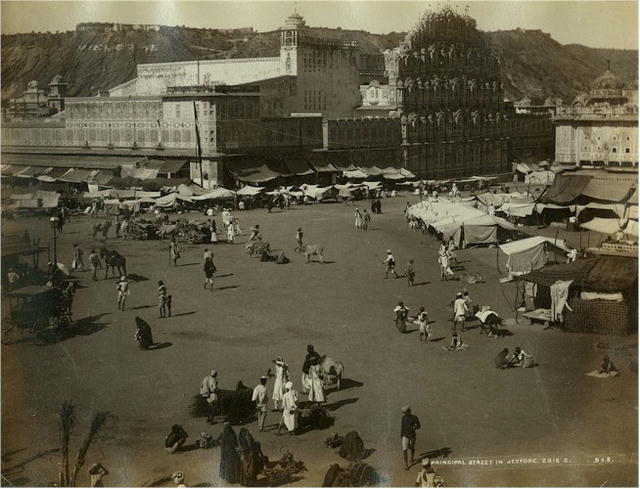
Hawa Mahal vers 1875

Durant el govern de Ram Singh I, la ciutat es va pintar de rosa per donar la benvinguda el 1876 a SAR Eduard VII, príncep de Gal·les (que més tard es va convertir en rei Eduard VII, emperador de l'Índia). Moltes de les avingudes encara romanen pintades de color rosa, donant a Jaipur un aspecte distintiu i l'epítet "Ciutat rosa".
Al segle xix, la ciutat va créixer ràpidament i el 1900 tenia 160.000 habitants. Els amplis bulevards estaven pavimentats i les seves principals indústries eren el treball de metalls i marbre, fomentades per una escola d'art fundada el 1868. La ciutat tenia tres col·legis, inclòs un de sànscrit (1865) i una escola de noies (1867) oberts durant el regnat del maharajà Ram Singh II. L'any 1881 la seva població era de 142.578 habitants.
Àmplies zones de la ciutat, inclòs l'aeroport, van quedar inundades l'agost de 1981, provocant la mort de vuit persones i molts danys materials a la ciutat.

## Geografia

### Clima
Jaipur té un clima càlid semiàrid amb influència monsònica (classificació climàtica Köppen BSh) amb estius llargs i extremadament calorosos i hiverns curts, suaus a càlids. Les precipitacions anuals superen els 63 cm, caient sobretot al juliol i a l'agost a causa del monsó, cosa que provoca que les temperatures mitjanes d'aquests dos mesos siguin inferiors en comparació amb els mesos de maig i juny més secs. Durant el monsó, hi ha pluges i tempestes freqüents i fortes, però les inundacions no són freqüents. La temperatura més alta mai registrada va ser de 48,5 °C, al maig. La temperatura mitjana de la ciutat es manté per sota dels 20 °C entre els mesos de desembre i febrer. Aquests mesos són suaus, secs i agradables, de vegades freds. La temperatura més baixa registrada mai va ser de -2,2 °C. Jaipur, com moltes altres ciutats importants del món, és una important illa de calor urbana amb temperatures rurals circumdants que ocasionalment cauen per sota de la temperatura de congelació als hiverns.
| Dades climàtiques a Jaipur                                             | Dades climàtiques a Jaipur | Dades climàtiques a Jaipur | Dades climàtiques a Jaipur | Dades climàtiques a Jaipur | Dades climàtiques a Jaipur | Dades climàtiques a Jaipur | Dades climàtiques a Jaipur | Dades climàtiques a Jaipur | Dades climàtiques a Jaipur | Dades climàtiques a Jaipur | Dades climàtiques a Jaipur | Dades climàtiques a Jaipur | Dades climàtiques a Jaipur |
| Mes                                                                    | gen                        | febr                       | març                       | abr                        | maig                       | juny                       | jul                        | ag                         | set                        | oct                        | nov                        | des                        | anual                      |
| ---------------------------------------------------------------------- | -------------------------- | -------------------------- | -------------------------- | -------------------------- | -------------------------- | -------------------------- | -------------------------- | -------------------------- | -------------------------- | -------------------------- | -------------------------- | -------------------------- | -------------------------- |
| Màxima rècord °C (°F)                                                  | 31.7 (89.1)                | 36.7 (98.1)                | 42.8 (109)                 | 44.9 (112.8)               | 48.5 (119.3)               | 47.2 (117)                 | 46.7 (116.1)               | 41.7 (107.1)               | 41.7 (107.1)               | 40.0 (104)                 | 36.1 (97)                  | 31.3 (88.3)                | 48.5 (119.3)               |
| Màxima mitjana °C (°F)                                                 | 22.4 (72.3)                | 25.0 (77)                  | 31.0 (87.8)                | 37.1 (98.8)                | 40.3 (104.5)               | 39.3 (102.7)               | 34.1 (93.4)                | 32.4 (90.3)                | 33.8 (92.8)                | 33.6 (92.5)                | 29.2 (84.6)                | 24.4 (75.9)                | 31.9 (89.4)                |
| Mínima mitjana °C (°F)                                                 | 8.4 (47.1)                 | 10.8 (51.4)                | 16.0 (60.8)                | 21.8 (71.2)                | 25.9 (78.6)                | 27.4 (81.3)                | 25.8 (78.4)                | 24.7 (76.5)                | 23.2 (73.8)                | 19.4 (66.9)                | 13.8 (56.8)                | 9.2 (48.6)                 | 18.8 (65.8)                |
| Mínima rècord °C (°F)                                                  | −2.2 (28)                  | −2.2 (28)                  | 3.3 (37.9)                 | 9.4 (48.9)                 | 15.6 (60.1)                | 19.1 (66.4)                | 20.6 (69.1)                | 18.9 (66)                  | 15.0 (59)                  | 11.1 (52)                  | 3.3 (37.9)                 | 0.0 (32)                   | −2.2 (28)                  |
| Precipitació mitjana mm (polzades)                                     | 7.0 (0.276)                | 10.6 (0.417)               | 3.1 (0.122)                | 4.9 (0.193)                | 17.9 (0.705)               | 63.4 (2.496)               | 223.3 (8.791)              | 205.9 (8.106)              | 66.3 (2.61)                | 25.0 (0.984)               | 3.9 (0.154)                | 4.2 (0.165)                | 635.4 (25.016)             |
| Mitjana de dies de pluja                                               | 0.6                        | 1.0                        | 0.4                        | 0.7                        | 1.4                        | 3.9                        | 11.2                       | 10.0                       | 3.8                        | 1.3                        | 0.4                        | 0.4                        | 35.2                       |
| Font: India Meteorological Department (record high and low up to 2010) |                            |                            |                            |                            |                            |                            |                            |                            |                            |                            |                            |                            |                            |

## Demografia
Al cens del 2011 Jaipur consta amb una població de 3.073.350 habitants.
Aquesta és la població segons el Cens de l'Índia:
- 1981: 1.015.200
- 1991: 1.518.200
- 2001: 2.210.800
- 2011: 3.073.350

## Llocs d'interès
Jaipur és una de les principals destinacions turístiques de l'Índia, i forma part del denominat Triangle d'Or (amb Delhi i Agra). A l'Enquesta de Conde Nast Traveler Readers Choice 2008, Jaipur era el setè millor lloc per visitar a Àsia. Segons els premis Traveller's Choice Awards 2015 de TripAdvisor, Jaipur va ocupar el primer lloc entre les destinacions índies de l'any.
Les atraccions dels visitants inclouen el Museu Albert Hall, Hawa Mahal, Jal Mahal, Palau de la Ciutat, Fort Amber, Jantar Mantar, Fort Nahargarh, Fort Jaigarh, Birla Mandir, Galtaji, Temple Govind Dev Ji, Temple Garh Ganesh, Moti Dungri Ganesh Temple, el temple Sanghiji Jain i el zoo de Jaipur. L'observatori Jantar Mantar i el fort d'Amber són un dels llocs del patrimoni de la Humanitat. Hawa Mahal és un monument piramidal de cinc plantes amb 953 finestres que s'eleva a 15 metres de la seva base. Sisodiya Rani Bagh i Kanak Vrindavan són els principals parcs de Jaipur.

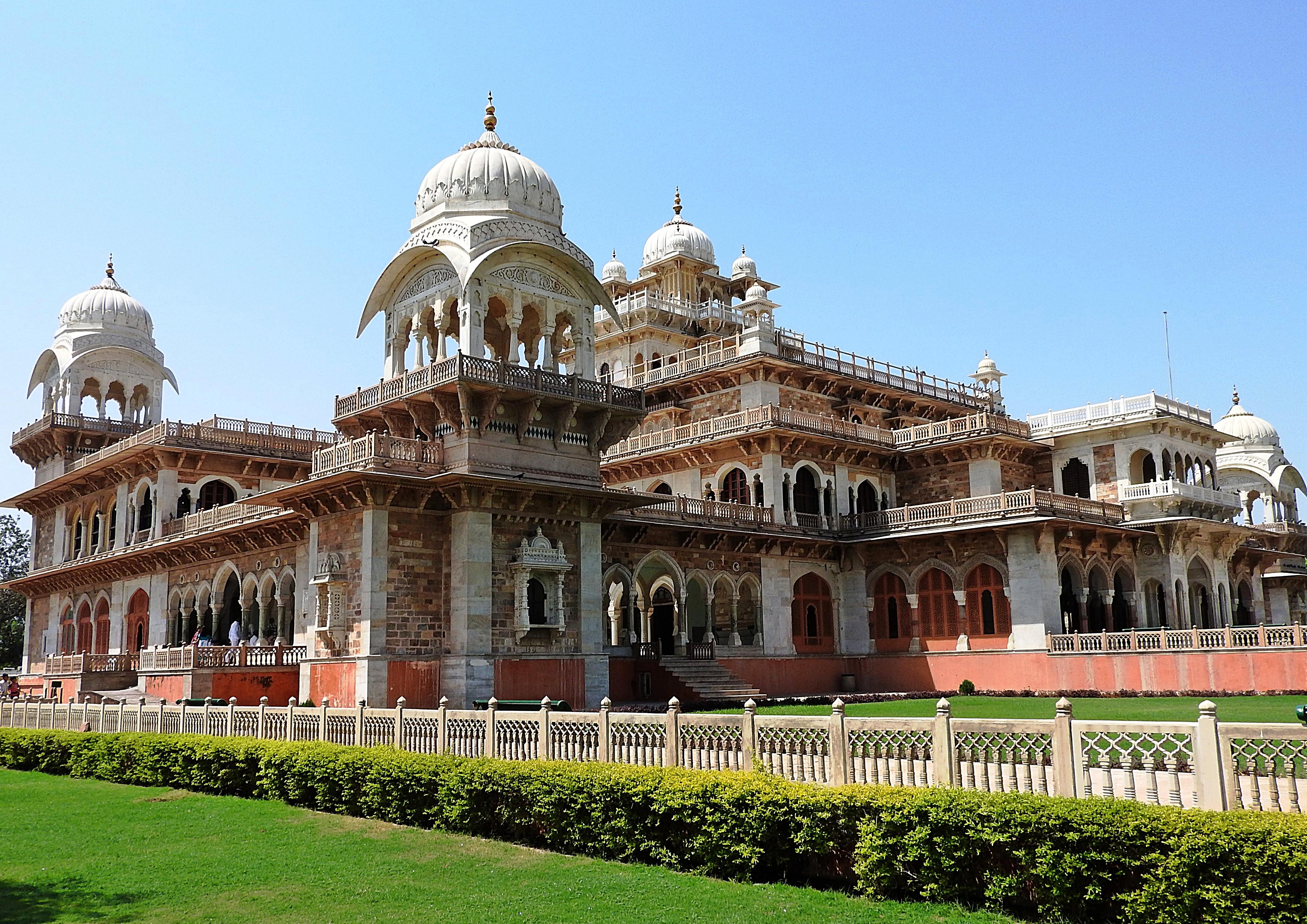
Museu Akbert Hall
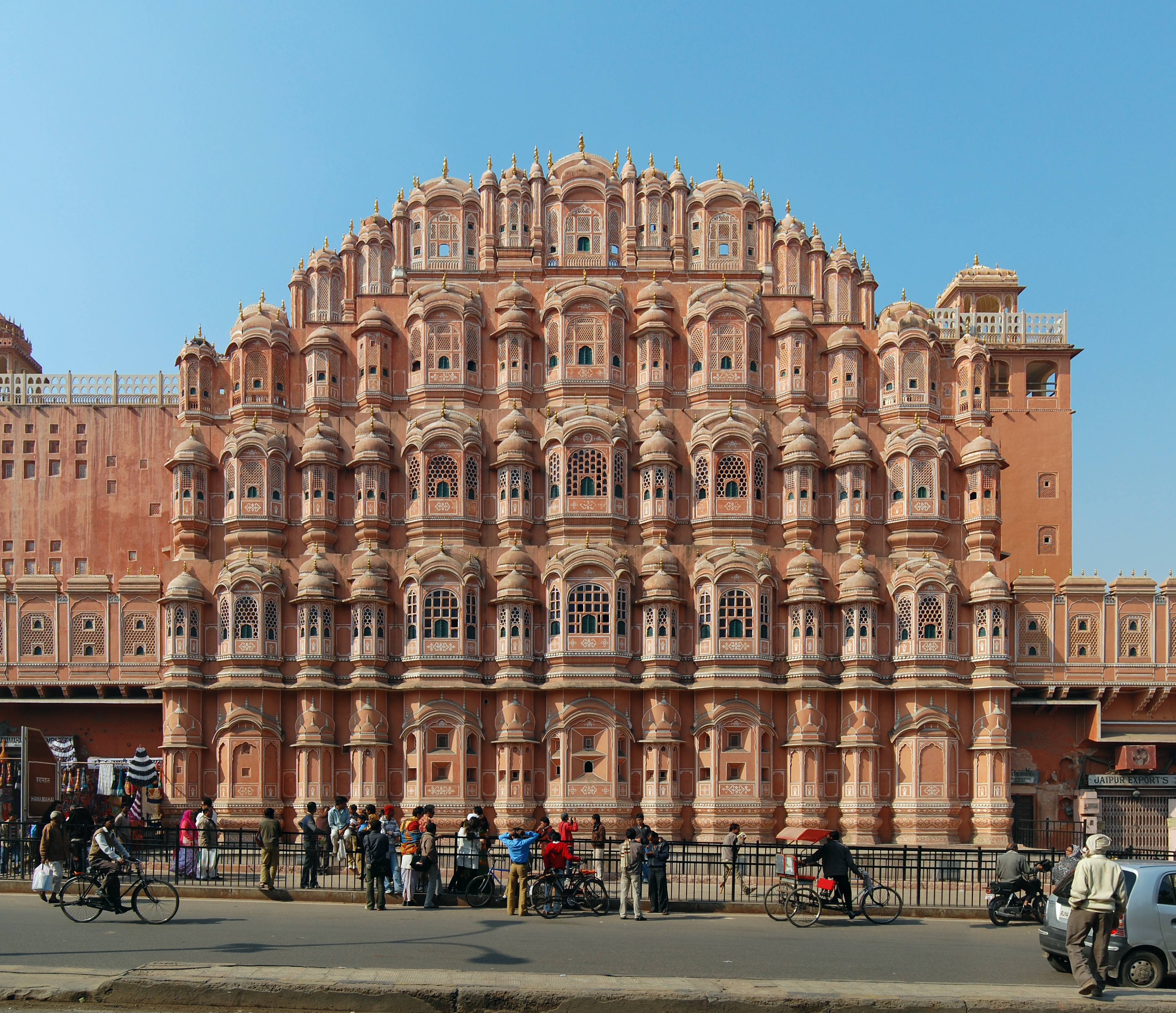
Hawa Mahal
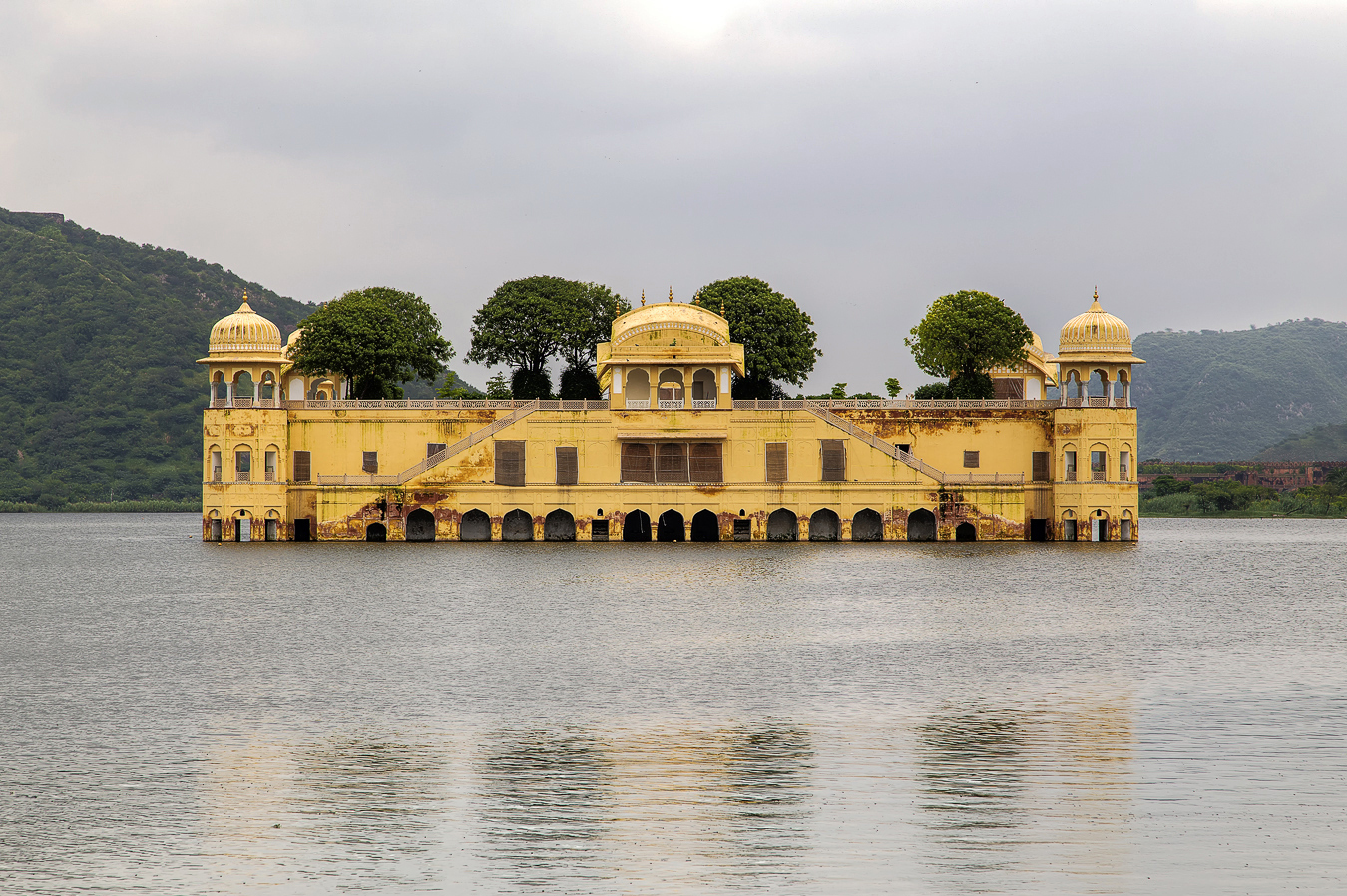
Jal Mahal
City Palace
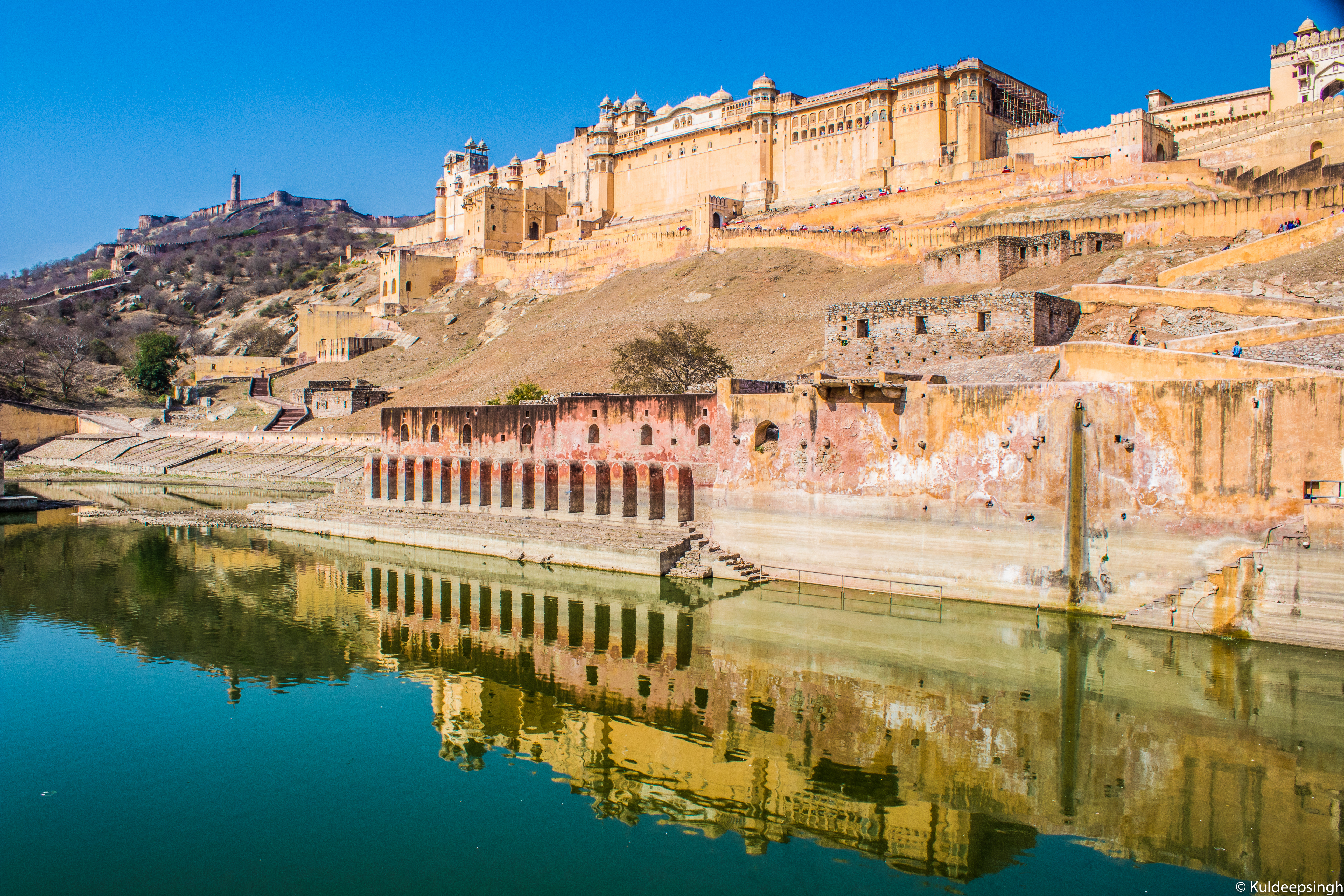
Fort d'Amber
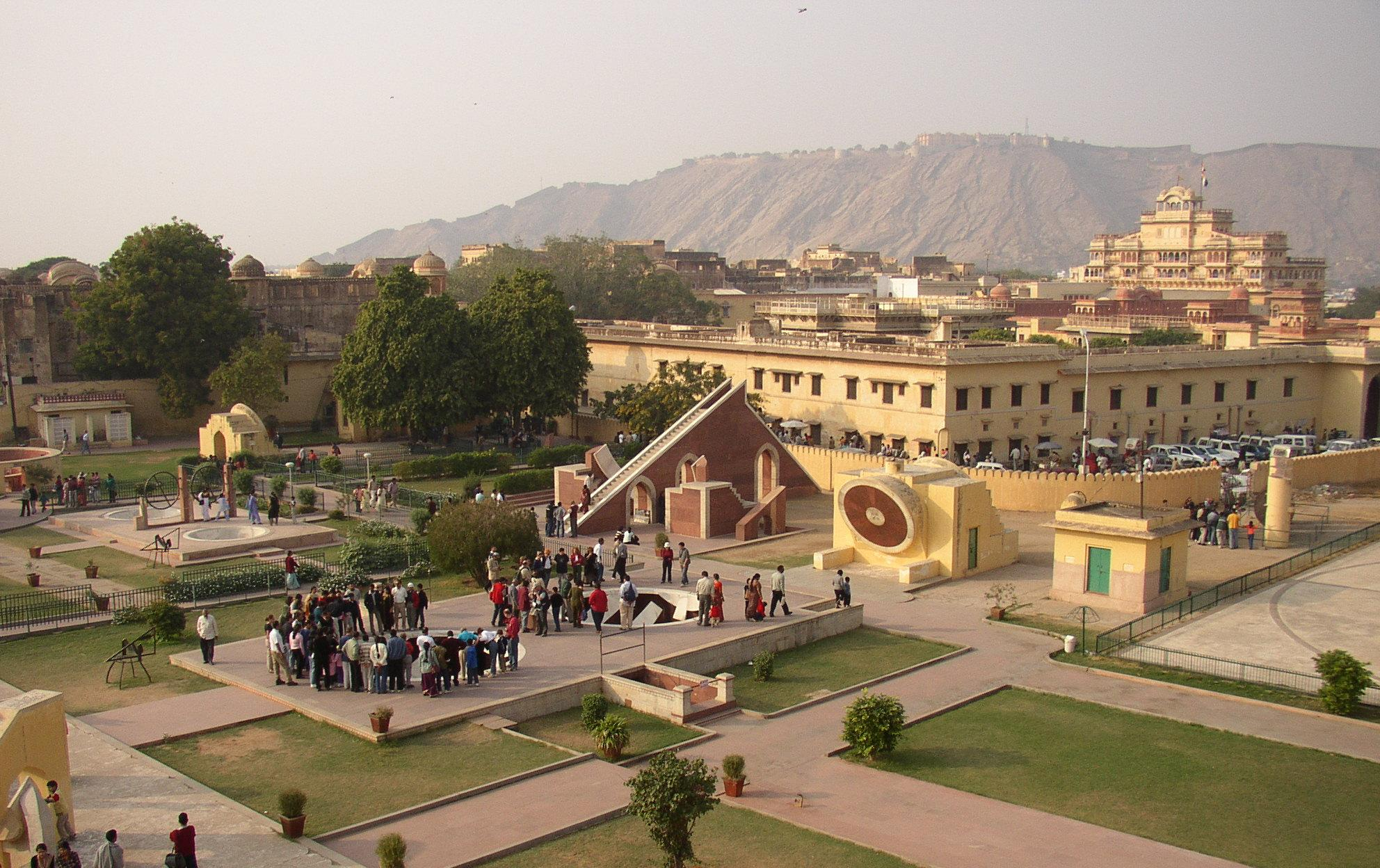
Jantar Mantar
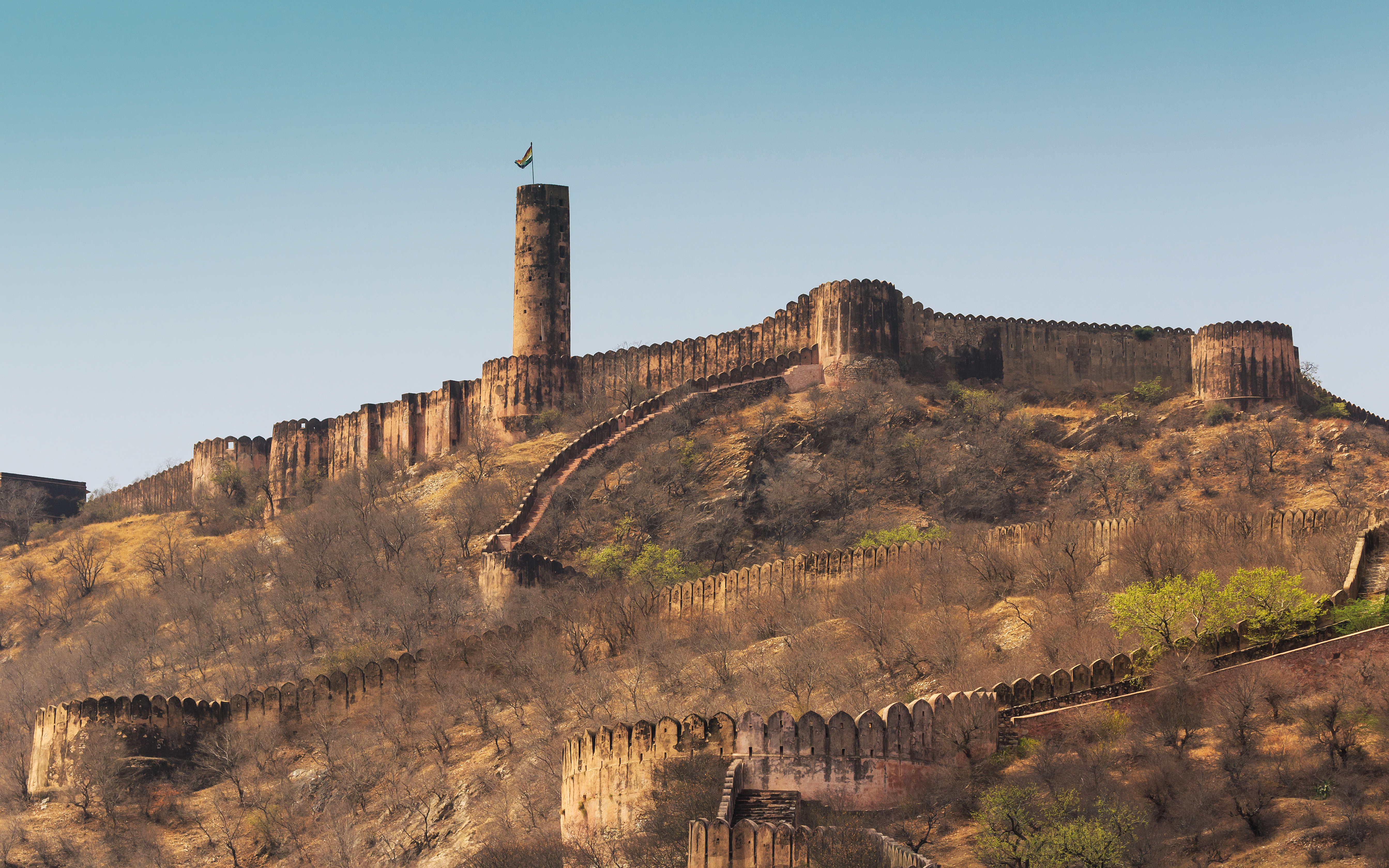
Fort Jaigarh
Galtaji
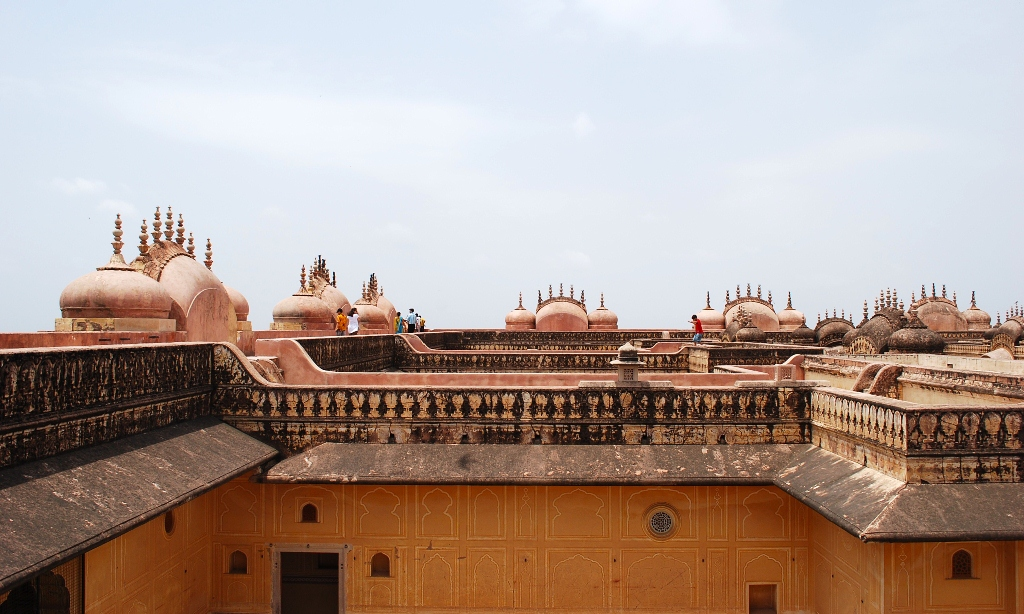
Fort Nahargarh
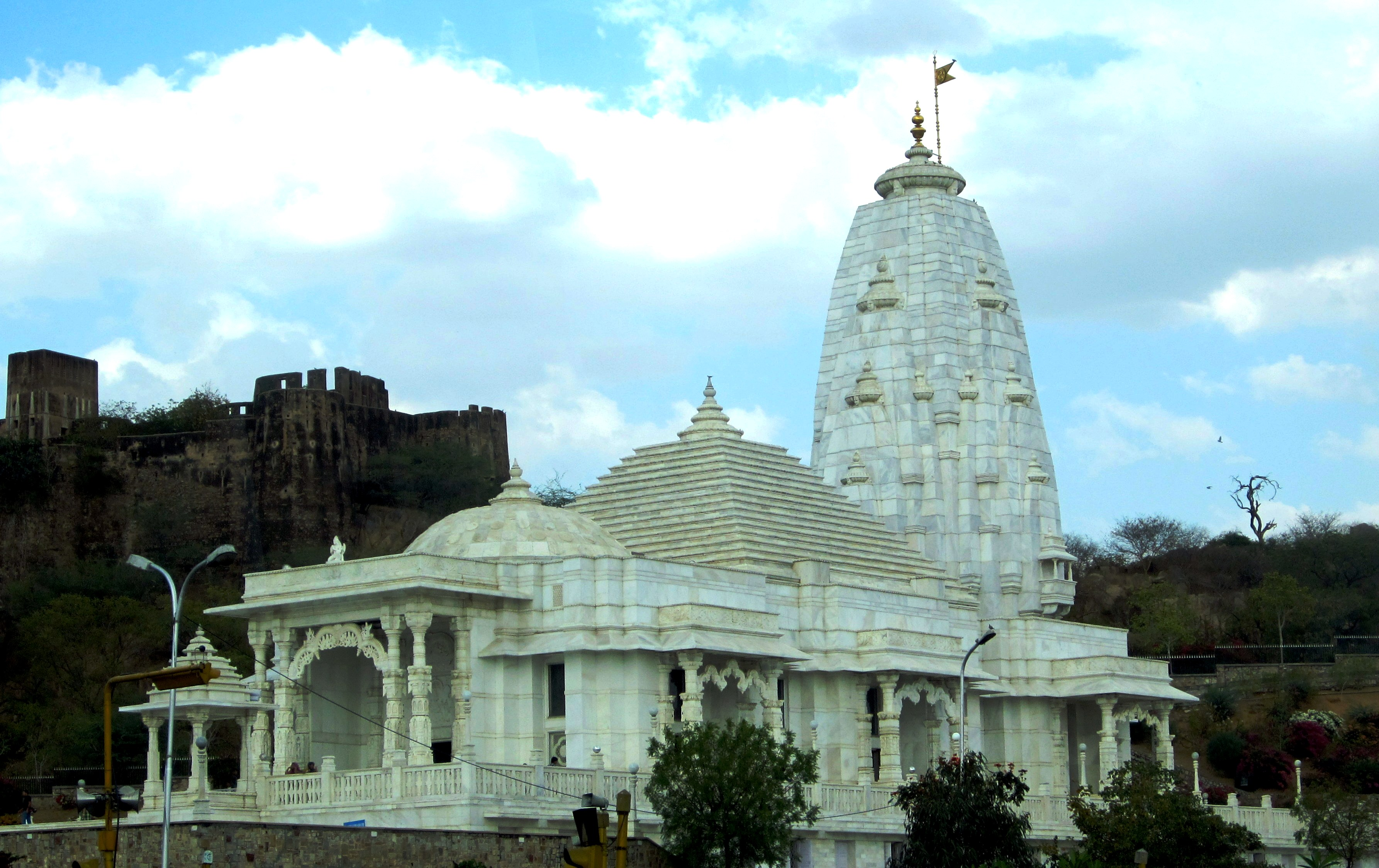
Birla Mandir

### Forts i palaus

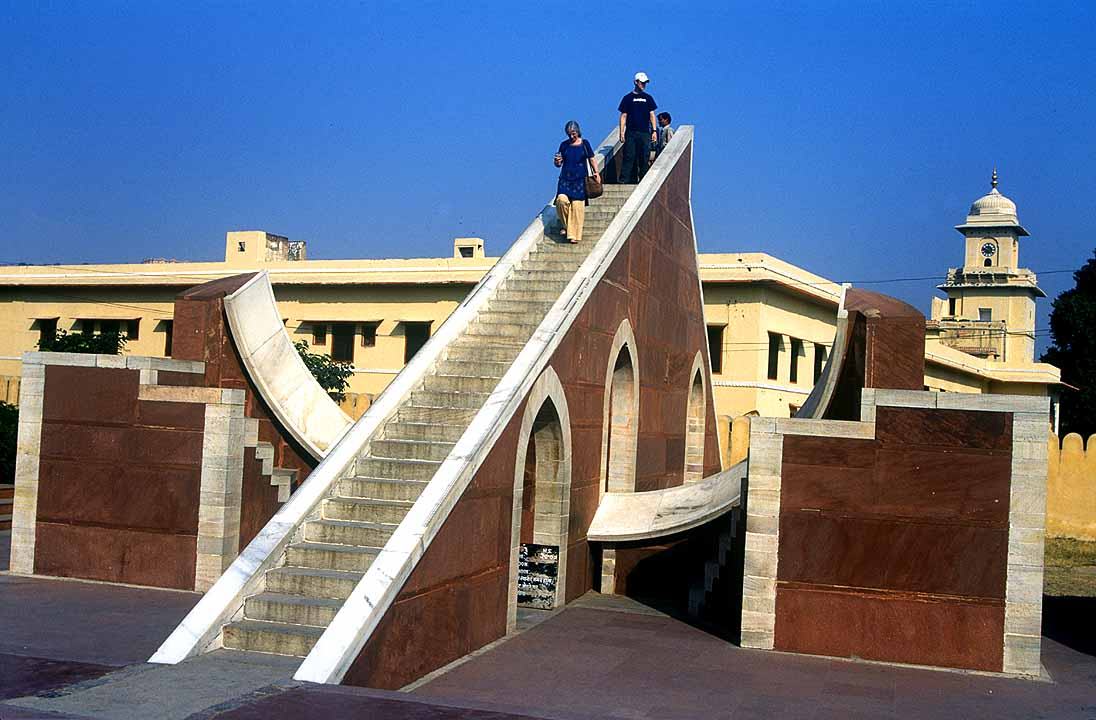
Jantar Mantar

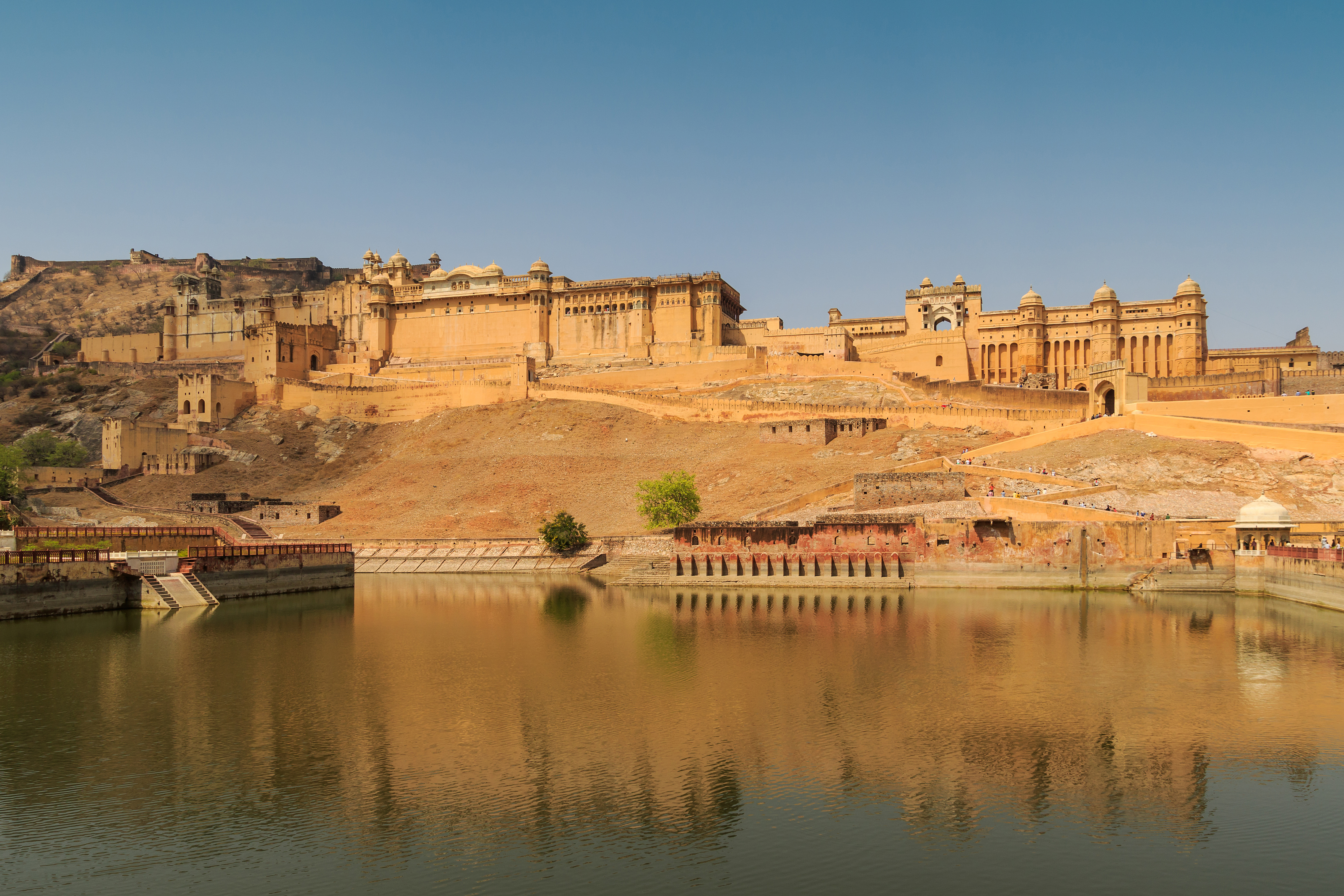
Fort d'Amber

Temple de Naryan

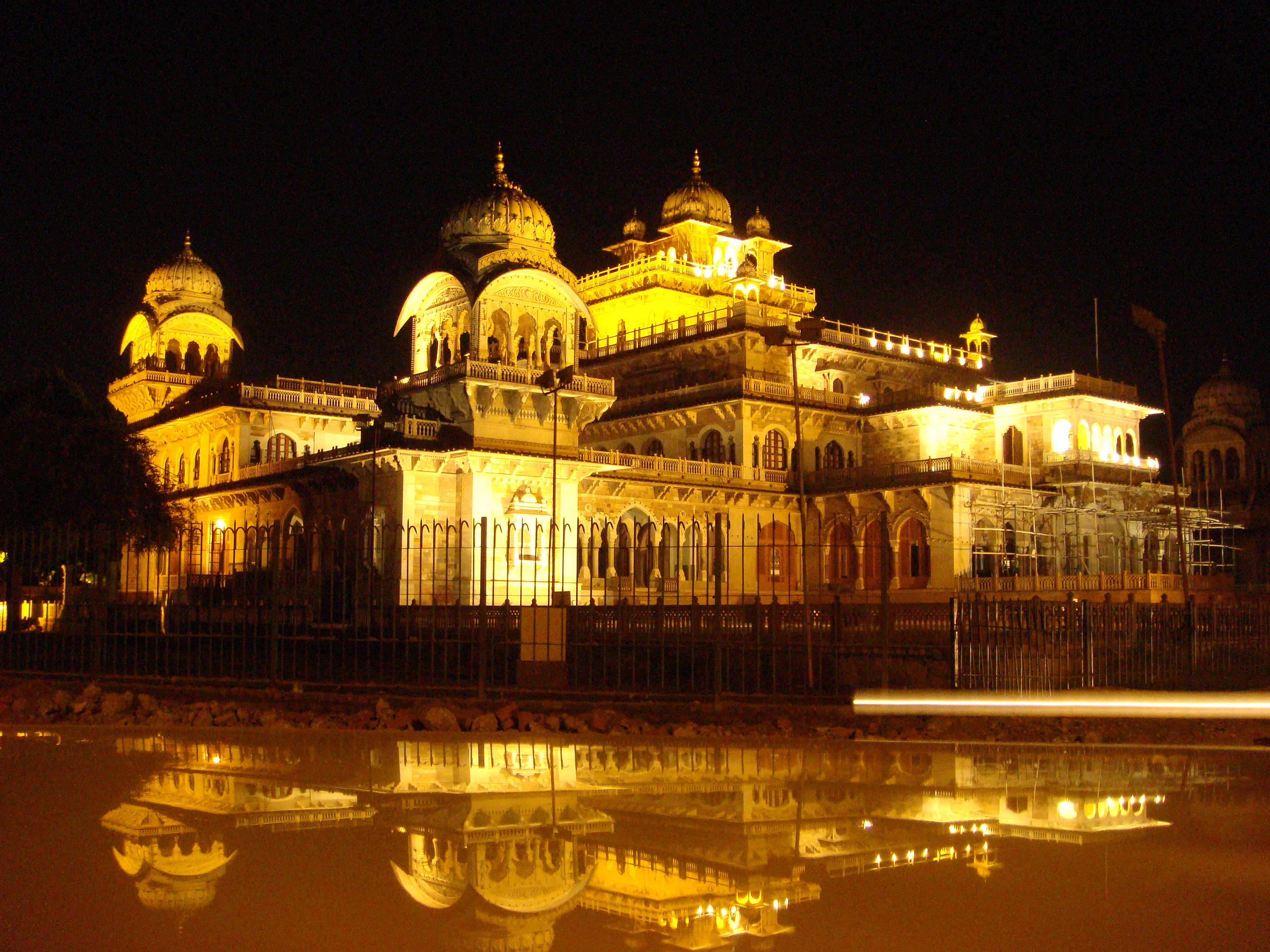
Albert hall

- Fort d'Amber
- Fort Jaigarh
- Fort Nahargarh
- Palau de Jaipur
- Hawa Mahal
- Jal Mahal

### Temples
- Temple de Birla o Lakshmi Narayan Mandir
- Temple Govind Dev Ji
- Temple Moti Doongri
- Galtaji
- Swaminarayan Mandir
- Temple Jainista
- Sala Panchayati amb dos temples

### Monuments
- Jardins Ram Niwas
- Museu Central (Albert Hall Museum)

### Jardins
- Jardins del Zoològic
- Jardins del palau de Sisodia Rani
- Jardí Vidyadhar
- Central Park
- Smriti Van
- Kanak Vrindavan

### Altres
- Observatori Jantar Mantar
- Chokhi Dhani
- Baori Chand, excavació escalonada

## Aeroport
La ciutat disposa pel servei aeri de l'Aeroport Internacional de Jaipur (codi IATA: JAI, codi OACI: VIJP) a la població suburbial de Sanganer amb nombrosos vols interns i alguns externs a Oman, Sharjah, Bangkok i Dubai.

## Agermanaments
- Calgary (Canadà) des del 1973[21]
- Fremont (Califòrnia, Estats Units) des del 1993[22]
- Lagos (Nigèria)

## Festivals i fires
- Gangaur
- Kite
- Teej
- Shitla Mata
- Chaksu